# ジョン・ロス (チェロキー)
ジョン・ロス（英: John Ross、1790年10月3日 - 1866年8月1日）は、グウィスグウィ（神話の鳥、あるいは珍しい渡り鳥）とも呼ばれ、1828年から1860年までのチェロキー族インディアン・ネーションの首長（Principal Chief）である。その民族のモーセとも言われ、開拓、オクラホマへの移住および南北戦争という騒々しい時代に民族を率いた。

## 概要
1690年から1745年、チェロキー族は民族国家（ネーション）になろうと試み、先祖からの土地を失い、インディアン居住地への移動に耐え、また破壊的な南北戦争を味わった。これら騒々しい時代にチェロキー・ネーションにおける有力な政治的人物がジョン・ロスであり、その指導力はこの全時代に及んだ。ロスの先祖を辿ると8分の7はスコットランド人の血を引いており、チェロキー族の中やアメリカの辺境という環境で育った。白人に英語の教育を受け、チェロキー語は拙く、ネーションの中でも最も富める者の一人だった。
ロスの血筋、教育、身分および経済利益の追求において、政敵であるアンドリュー・ジャクソン大統領やジョージア州知事のジョージ・R・ギルマーとよく似ていた。チェロキー・ネーションの特権階級の中にあった。ロス自身の人間性によって民族や先住民に関する19世紀アメリカの思いこみに疑問を投げ掛けることになった。

## チェロキーのモーゼ
ロスの人生は、北アメリカやカナダの著名なイギリス系混血者（メティス）の人生に似た様態があった。北アメリカのスコットランド人やイングランド人毛皮交易業者は先住民を先祖に持つ上層の女性と結婚し、社会的地位も財政的地盤もあるのが普通だった。この関係は交易業者にも先住民にも役に立った。彼等は子供達を複数の文明と多言語の環境で育てた。混血の子供達同士でしばしば結婚し政治的にも経済的にも社会における卓越した地位に昇った。
19世紀にチェロキー族が経験した環境変化の中で、彼等はロスも習得した技術と言語を必要とした。チェロキー族の大多数は熱心にロスを支持し、1828年から1860年までの全ての選挙でロスを首長に選出した。領土に関する闘争で先住民の事情に関してロスの偉大さや議論があるが、ロスが専制的であり、貪欲で、チェロキー・ネーションを「欺そうとした貴族的指導者」と考えるチェロキー族の声高い少数者やワシントンの政治的指導者の世代もある。ロスには、インディアン問題担当コミッショナーのトマス・マッキニー（在任1824年-1830年）を含み、ワシントンの影響力有る支持者もいた。マッキニーは「その民族を生まれついた国から新しい国へ、未開の状態から文明化された状態への脱出（エクソダス）を導いたモーゼのように、チェロキー・ネーションの父と表現した。

## 少年時代

19世紀初期にジョン・マクドナルドが立てた家。移住前までジョン・ロスが住んだ。現在もジョージア州ロスビルに建っている

ロスはアラバマ州のクーザ川に沿ったルックアウト山に近いターキータウンで、チェロキー族とスコットランド人の混血であるモリー・マクドナルドとスコットランド人移民で交易業者のダニエル・ロスの息子として生まれた。
ロスのスコットランド人の血は、スコットランド人通訳ウィリアム・ショーリーが、チェロキー族バード流の「純血」者ギグーイーと結婚した時に始まった。1769年、彼等の娘、アンナ・ショーリーがテネシー州ルードン砦でスコットランド人毛皮交易業者、ジョン・マクドナルドと結婚した。スコットランド人やイングランド人毛皮交易業者は、幾らかの財政的裏付けを持って到来する社会的基盤のある者達だった。彼等の子供は、混血であろうとそうでなかろうと、この時代には彼等の地位と階層を受け継いだ。彼等の娘、モリー・マクドナルドが、アメリカ独立戦争の時に交易業者としてチェロキー族の間に住み始めたスコットランド人、ダニエル・ロスと1786年に結婚した 。
ロスはその子供時代を両親とルックアウト山地域で過ごした。父の交易会社に度々通ってくる純血チェロキー族と合うことで、チェロキー族社会の多くを目にした。子供のロスはグリーンコーン祭りのようなチェロキー族の行事への参加も許された。父のダニエルは息子にチェロキー族の慣習に参加するよう喜んで認めたが、息子は厳密な教育も受けるべきと考えた。ロスは家庭内で教育を受けた後で、チェロキー族の子供達のためにテネシー州南東部に2つの学校を創ったギデオン・ブラックバーン牧師について高等教育を受けた。授業は英語で行われ、生徒はロスと同様に大半が多文化の者達だった。ロスはテネシー州サウスウェストポイントの専門学校でその教育を終えた。

## 事業活動
ロスは20代で教育を完了して多言語にも精通し、西部チェロキー族に対するアメリカ合衆国インディアン代理人に指名され、アーカンソー州に派遣された。米英戦争の時はチェロキー連隊で副官を務めた。この連隊はイギリスに同盟するクリーク族に対するホースシュー・ベンドの戦いに参戦した。
ロスはその後一連の事業を開始した。テネシー州で20人の奴隷を使い、170エーカー (0.68 km2) の農園を経営することからその資産の大半を得た。
1816年、ロスは「ロスの渡し場」と渡し船を設立した。さらに、交易会社と倉庫を作った。事業の全体で年に1,000ドル以上を稼いだ。ロスとチェロキー族がオクラホマに移住した後、開拓者達はロスの渡し場をチャタヌーガと改名した。
1827年、ロスはチェロキー族の首都であるニューエコタに近付くためにアラバマ州クーザ郡に移転し、ネーションの政治家達を指導した。クーザでは別の渡し船を造った。やはり20人の奴隷を所有し、170エーカー (0.68 km2) の農地を開拓した。1836年12月までにロスの資産は23,665ドルと評価されるようになった。当時チェロキー・ネーションの中で裕福な者5傑に入った。

## ネーション指導者としての登場

### 政治的な修業
1812年から1827年は、ロスにとって政治的修業の期間でもあった。アメリカ合衆国との交渉の仕方を覚え、政府を運営するための技術を学ぶ必要があった。1814年以降、チェロキー族立法者と外交官としてのロスの政歴は、首長パスキラー、首長補佐のチャールズ・R・ヒックス、およびチェロキー・ネーションの年長の政治家メイジャー・リッジのような者達の支援で発展していった。1813年、アメリカ合衆国との関係がより複雑なものになり、年取って、教育を受けていないパスキラーのような首長では効果的にチェロキー族の利益を守れないようになった。ロスの支配的立場は、教育を受け、英語を話す指導者がネーションとして重要であるとチェロキー族が認めたことを示していた。パスキラーもヒックスもロスをチェロキー・ネーションの将来の指導者と見なし、そのための訓練をした。ロスはパスキラーとヒックスの秘書を務め、ネーションの財務や政治のあらゆることに関わった。チェロキー族の将来の指導者の教育として同じくらい重要だったのはチェロキー・ネーションの伝統についての教導だった。ヒックスはロスに宛てた一連の手紙の中で、チェロキー族の伝統と知られるものを概説した。
1816年、ネーション議会はワシントンD.C.に送る初代代議員としてロスを指名した。1816年の代表団はネーションの境界、土地の所有権、およびチェロキー族の土地への白人の侵入という微妙な問題の解決を指示された。代表団の中でロスだけが英語に流暢であり、このことで交渉の場の中心人物になった。伝統的に年長者を好むチェロキー族社会にあってロスのような若者には特異な地位となった。ロスが初めて政治家として地位を得たのは1817年11月にネーション議会を形成した時だった。ロスは13人の議員のうちに選ばれ、そろぞれが2年間の任期となった。ネーション議会はアンドリュー・ジャクソン将軍がチェロキー族少数派を代表する小さな徒党と2つの条約を結んだ後で、チェロキー族の政治的権威を固めるために創設された。ネーション議会の議員であることで、ロスはチェロキー族指導層の支配的特権階層に入った。

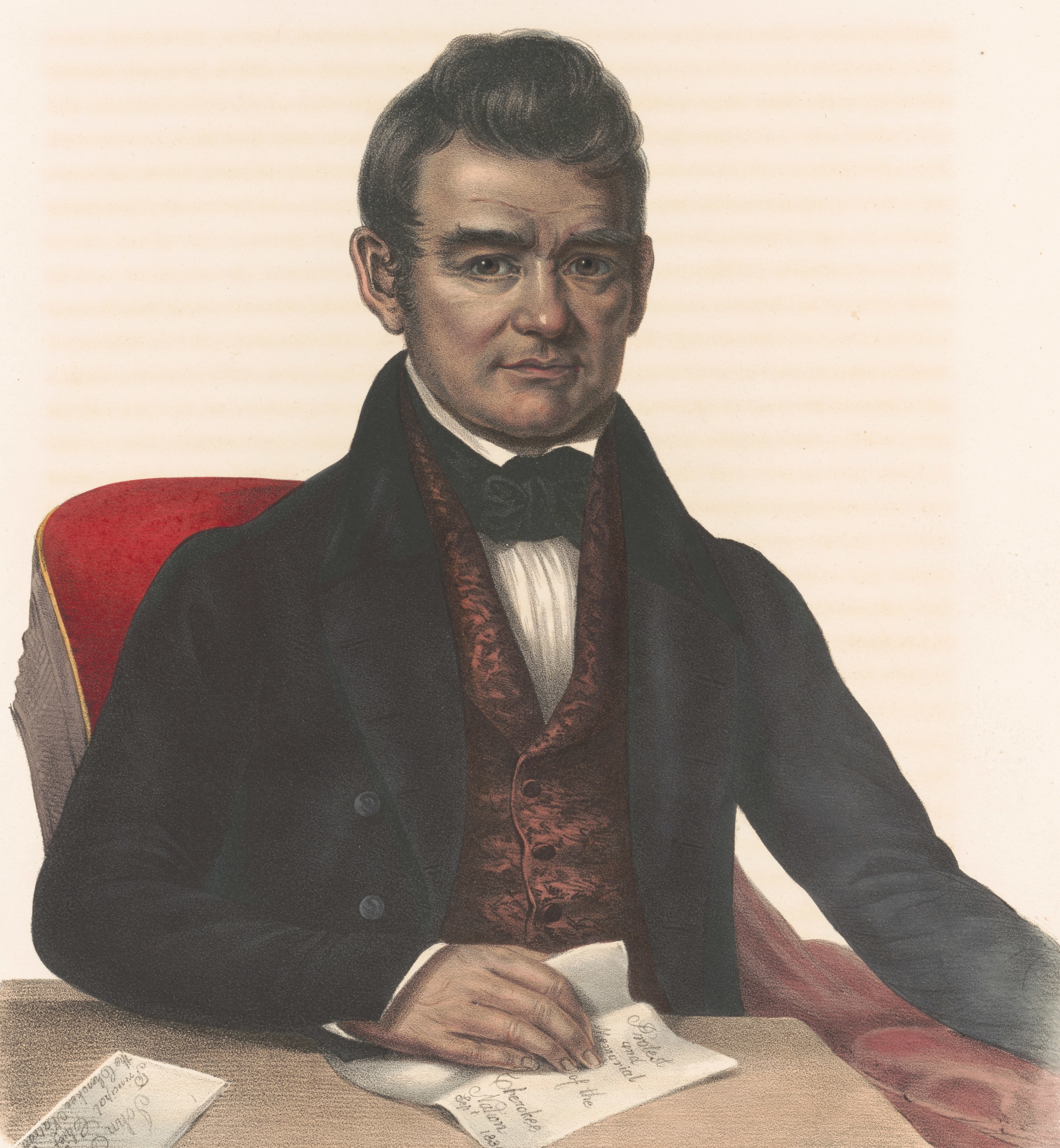
若いときのジョン・ロス

### 指導者就任
1818年11月、チェロキー族代理人ジョセフ・マクミンとの協議会前に、ロスはネーション議会の議長になった。ロスはこの職に1827年まであった。議会はアメリカ合衆国がチェロキー族の土地を割譲するよう要請してきているのを斥けるために必要な外交術をロスが持っていると考えたので、ロスを議長に選んだ。この任務でロスは議会を失望させなかった。マクミンはチェロキー族がミシシッピ川の向こうに移住することで20万ドルを提供すると提案したが、これをロスが拒絶した。
1819年、議会は再度ロスをワシントンに送った。ロスは指導層の中でも大きな役割を担うことになった。その代表団の目的は1817年条約の規定を明確にすることだった。代表団は、割譲する土地の上限を交渉する必要があり、残っている土地でのチェロキー族の権利を明確にすることを望んだ。当時のアメリカ合衆国国務長官ジョン・カルフーンはテネシー州とジョージア州の広大な土地を割譲するようロスに圧力を掛けた。このようなアメリカ合衆国政府からの圧力はその後も続き、強くなっていった。1822年10月、カルフーンは、1802年盟約におけるアメリカ合衆国の義務を全うするために、ジョージア州が権利主張する土地をチェロキー族が放棄することを求めた。ロスはカルフーンの提案に回答する前に、チェロキー族の人々の感情をまず確認した。彼等は異口同音に土地の割譲に反対した。
1824年1月、ロスはチェロキー族の土地所有権を守るためにワシントンに行った。カルフーンはチェロキー族代表団に2つの選択肢を示した。チェロキー族の土地を放棄して西部に移住するか、ネーションを解体してアメリカ合衆国市民になることを受け入れるかだった。ロスは、カルフーンの最後通牒を受け入れるのではなく、以前の交渉のやり方から大胆な飛躍を行った。ロスはネーションの不平を集めた。1824年4月15日、アメリカ合衆国議会に直接請願するという劇的な手段を採った。このことはインディアン・ネーションとアメリカ合衆国政府との間の伝統的な関係を基本的に変えるものだった。
それ以前にアメリカ合衆国議会に苦情を訴えたインディアン・ネーションは無かった。ロスの対応で、以前は従順なインディアンの請願という感じのものが主張する防衛者のものに置き換えられた。ロスは法的責任についての微妙なところまで白人と同じくらい論議することができた。この変化は、後の大統領ジョン・クィンシー・アダムズを含み、ワシントンの個々人には明白だった。アダムズは「同じ首長の自己紹介よりも、インディアン的でない修辞法であり、通常の白人の会話に近いものがあった」と記した。アダムズはロスの作品を「代表団の作家」と具体的に記し、また「ジョージア州の代表団に対して書面による議論をかなり優位に進めた」と述べた。ジョージア州の代表団は「ジョージア・ジャーナル」の論説でロスの交渉術を認め、チェロキー族代表団の文書はあまりに洗練されていてインディアンによって書かれるか或いは口述されたとは考えられないので、不正なものであると非難した。

### チェロキー・ネーションの首長
1827年1月、チェロキー族の首長パスキラーと、ロスの庇護者チャールズ・ヒックスが2人とも死んだ。1827年2月23日付けでチェロキー族代理人ヒュー・モンゴメリー大佐に宛てたロスの手紙では、ヒックスの死によってロスがネーションの政治的な事項の責任者となったと記していた。1827年という年は、ロスが臨時首長に昇ったことだけでなく、チェロキー族政府の政治改革において頂点にあった年でもあった。チェロキー族議会は二院制のネーション政府を創設する一連の法律を成立させた。1822年にはチェロキー族最高裁判所を創設しており、三権分立の政体を創設する仕上げとなった。1827年5月、ロスは24名の委員からなる憲法制定委員会委員に選ばれ、委員会が起草した憲法では、首長、首長の諮問委員会、およびナショナル・コミッティを要求し、これらが一緒になってチェロキー・ネーションの総協議会を形成することとした。この憲法は1827年10月に批准され、1828年10月に発効となり、この時点でロスが首長に選出された。その後繰り返し選出されたロスはその死の1866年まで首長を続けた。
チェロキー族はネーションの権利を守るためにはっきりとした長期的政策の形成を任せられる代表権を持つ政府の仕組みを作り出した。彼等は、アメリカ合衆国政府の複雑さを理解し、その知識をネーションの政策遂行に活かすことのできる強い指導者の姿をロスの中に見た。

### 最高裁判所訴訟

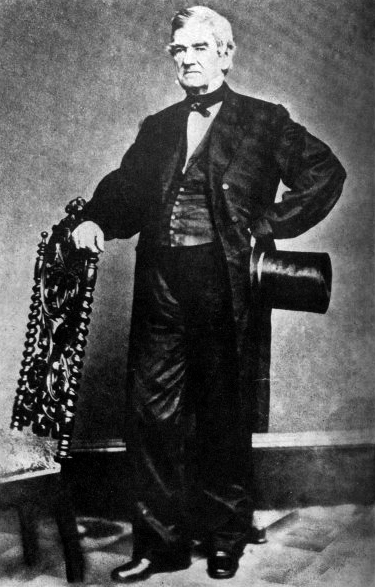
スーツを着て帽子を持つジョン・ロス

1828年12月20日、ジョージア州はアメリカ合衆国がチェロキー・ネーションの移住を実行に移せないことを恐れ、チェロキー族からその権利を剥奪する一連の抑圧法を法制化し、チェロキー族の移住を強制しようとした。このような情勢にあって、ロスはジョージア州とチェロキー・ネーションの間の年金不払いと境界に関する論争を解決するために、1829年1月にワシントンにまた代表団を連れて行った。ロスはジャクソン大統領との不毛な交渉に代表団を連れて行かず、アメリカ合衆国議会に直接請願を書き、大統領に対する習慣的な対話と請願は無しに済ませた。
ロスはアメリカ合衆国議会では、国民共和党の個人の中で、上院議員ヘンリー・クレイ、セオドア・フリーリングハイゼンやダニエル・ウェブスター、下院議員アンブローズ・スペンサーやデビー・クロケットの支持を得た。このような支持にも拘わらず、1829年4月、陸軍長官ジョン・イートン（在任1829年-1831年）はロスに、ジャクソン大統領はチェロキー・ネーションに対するジョージア州の法律を及ぼす権利を支持すると告げた。1830年、アメリカ合衆国議会はインディアン移住法を成立させることで、ジャクソンの強制移住政策を裏書きした。これは大統領が東部にいるインディアン・ネーションの土地との引き換えにミシシッピ川より西の土地を確保することを認めるものだった。
ロスとチェロキー族代表団がアメリカ合衆国政府の行政府や議会との折衝を通じてチェロキー族の土地を守ろうという運動に失敗したとき、ロスはアメリカ合衆国裁判所を通じてチェロキー族の権利を守ろうという過激な手段に転じた。1830年6月、ウェブスター上院議員やフリューリングハイゼン上院議員の薦めで、チェロキー族代表団はジェームズ・モンロー政権やジョン・アダムズ政権でアメリカ合衆国司法長官を務めたウィリアム・ワートを、アメリカ合衆国最高裁判所でチェロキー族の権利を弁護するものとして選出した。
ワートはチェロキー族のために2つの事件で弁論した。1つは「チェロキー・ネーション対ジョージア州事件」、もう一つは「ウースター対ジョージア州事件」だった。首席判事ジョン・マーシャルはその判決で、チェロキー・ネーションは主権国家であることを認めようとしなかった。マーシャルはジャクソン大統領にチェロキー族をジョージア州法から守る行動を強制しなかった。チェロキー・ネーションの主張は、チェロキー族が「国内の従属した主権であり」、そのために民族国家としてジョージア州を訴える権利を持っていないという根拠で否定された。裁判所は後にこの立場を「ウースター対ジョージア州事件」に拡張し、ジョージア州はその法律をチェロキー族の土地に拡げることはできないと裁定した。しかし、チェロキー族は十分に主権を持っているからではなく、国内の従属した主権であるからだった。かくして裁判所はチェロキー族がジョージア州に依存するのではなく、アメリカ合衆国に依存すると裁定した。これら一連の裁定によって、法を及ぼす権限は連邦政府に基本的に担保されたものであるからジョージア州はその法を拡張できないということになった。チェロキー族はジョージア州政府に合法的に抵抗できる主権と考えられ、そうすることを推奨された。
裁判所は、チェロキー族が究極的に連邦政府に依存するのであり、真の民族政府ではなく完全な主権は持たないと入念に主張した。インディアン移住法という形で連邦議会がこの問題全体を扱う連邦政府の立法権を行使したときに、この論争は疑わしいものになった。一連の判決はジャクソンを政治的に困らせ、ホイッグ党は1832年の選挙でこの問題を利用しようとした。ホイッグ党は「インディアン問題」は連邦政府が扱うのが最善であり、地方政府が扱うべきではないという以前の意見を大きく打ち出した。
1832年5月、最高裁判事ジョン・マクリーンはチェロキー族代表団との非定例の会合で、チェロキー族の状態に対するその見解を表明した。マクリーンの助言は「移住して準州となり、その土地全てにネーションだけが所有する特許を受け、連邦議会に代表を送るが、立法権と全公職を選出する権利全体をネーションに残すこと」だった。

## ロス対リッジ党
マクリーンの助言は、ジョン・リッジとエリアス・ブーディノットがロスの指導力を疑い始めたときに、チェロキー族の中に分裂を生じさせた。1833年2月、リッジはロスに宛てて、その月にワシントンに派遣された代表団はジャクソンと移住に関する交渉を始めるべきと提唱する手紙を書いた。リッジとロスは相容れない世界観を持っているわけではなかった。どちらもチェロキー族はその土地に対するジョージア州の権利侵害を払い除けられるとは考えていなかった。この点についてはリッジとロスは合意したが、チェロキー・ネーションにとってどうしたら最善となるかについては衝突した。
このような環境で、ロスは1834年3月にワシントンに代表団を率いていき、移住に代わる代案を交渉しようとした。ロスは幾つかの提案を行った。しかし、チェロキー・ネーションはロスの計画のどれをも認めていなかった可能性があり、またジャクソンが移住以外の何らかの同意に落ち着かせるものという根拠ある予測も無かった。これらの提案は大陸を横切る長い旅行期間とも組み合わされて、移住に関する交渉をいつまでも引き延ばすというのがロスの戦略であることを示していた。ロスはジャクソンの反対を疲れさせて、チェロキー族の移住を求めない条約に結びつけることを期待した。
ロスの戦略は、アメリカ合衆国が少数派と条約を締結するという恐れがあったために損なわれた。1834年5月29日、ロスはジョン・ハントンから、メイジャー・リッジ、ジョン・リッジ。エリアス・ブーディノットおよびロスの弟のアンドリューを含む集合的にリッジ党と呼ばれる新しい代表団が移住条約に署名するという目標を持ってワシントンに到着したという伝言を受け取った。両派は和解を試みたが、1834年10月になってもまだ合意に至らなかった。1835年1月、両派は再びワシントンにいた。リッジ党の存在に圧力を感じたロスは、1835年2月25日、ミシシッピ川の東にある全てのチェロキー族土地をミシシッピ川西の土地と2,000万ドルとで交換することに同意した。ロスは総協議会がその条件を認めることを条件とした。
陸軍長官ルイス・カスは、これがあと1年間移住を遅らせる新たな策略と考え、ジョン・リッジに条約への署名を迫った。1835年12月29日、リッジ党はアメリカ合衆国とのニューエコタ条約に署名して移住に同意したが、この行動はチェロキー族の大多数の意志に反するものだった。ロスは条約の履行を止めようとロビー活動を行ったが成功しなかった。1838年までにインディアン準州に移住しなかったチェロキー族はウィンフィールド・スコット将軍によって強制移住させられた。この移動が「涙の道」と呼ばれるようになった。ロスは敗北を認め、スコット将軍に移動行程の大半をロスが監督することを認めさせた。涙の道の途上で、ロスは妻のクァティを失った。クァティは純血のチェロキー族女性であること以外詳細は知られていない。クァテイはアーカンザス川のリトルロックに到着する直前に死んだ。
ロスは後にメアリー・ブライアン・ステイプラーと再婚した。

## 移住後
インディアン準州でロスは1839年にチェロキー・ネーション全体のための憲法起草に貢献し、ネーションの首長に選出された。

## 南北戦争

### 中立の試み
南北戦争はロスにとってネーションを一つに纏めておき、条約によって獲得したネーションの権利を守り、またネーション全体の福祉を保証するための試練となった。南部諸州がアメリカ合衆国から脱退してアメリカ連合国を形成したとき、以前の条約締結派の中核を形成していた奴隷を所有するチェロキー族がスタンド・ワティーの下に党派を形成し、新しいアメリカ連合国政府との条約締結を推進した。
1820年から1840年代に文化の変容や移住の問題に関してチェロキー族内部に厳しい意見の対立があり、1861年には統一を保つというロスの優先する関心を刺激した。さらにロスは「チェロキー族の人々が白人同胞に対して維持すべき関係は、アメリカ合衆国との条約を存続させることで確立されてきたことを理解していた。チェロキー族の土地に対する権利、自治政府および先祖からの土地を売ったことで上がる年金がすべてアメリカ合衆国との条約で確保されていた。もしチェロキー・ネーションがアメリカ連合国に加われば、これらが全て失われるであろうことも理解できた。ロスはアメリカ合衆国（北部）との条約と、アメリカ連合国に同調するチェロキー族のメンバーとの間の紛争を見ながら、ネーションを統一していくため、およびチェロキー族の権利が失われないようにするために、中立政策を選択した。
1861年2月、ロスはチカソー、チョクトーおよびクリーク各ネーション指導者の間に活発な運動を始めて、その政策を前進させ、条約で得た権利を守るためにアメリカ合衆国への忠誠を強調した。中立政策はチェロキー族が戦争の破壊行為から免れ、その貴重な権利を失う可能性を抑えるうえで巧みなやり方だったが、1861年7月までに「純血のチェロキー族と混血のチェロキー族の間に深刻な性格の問題が存在する」ということを知らされていた。

### アメリカ連合国との同盟
ロスは、「我々の共通の国の福祉のために感情と行動を統一していることの重要性を人々が深く心に刻むようになる手段を編み出すという目的」で、1861年8月21日に実行協議会を招集することで事態を収めようとした。ロスはアメリカ合衆国との条約による関係が如何に中立政策に影響しているかを説明した。それでも、「私の意見では、アメリカ連合国との同盟にむけて初めの一歩を採用することについてこのネーションが承認するか、貴方達の同意を示すべき時が今来ている」と話を結んだ。
ロスの考えの変遷は伝統的チェロキー族の気風から考えれば理解できる。チェロキー族の如何なる指導者も同意が自然に得られるまで繰り返し同じ意見を静かに述べることが期待されており、同意ができた時点ですべてのチェロキー族がその得られた感情を受け入れるかあるいは止めるというものだった。ロスはアメリカ連合国との連携を推す力が大勢を占めていることを認識し、伝統的なチェロキー族のやり方に従って、統一と調和を保つために多数派の感情を受け入れた。
ロスがチェロキー族を一つに纏めておこうとしたにも拘わらず、全ての者がこの立場に同意したわけではなかった。1861年が暮れる前に、南北戦争はインディアン準州にも入ってきた。ロスが5つのネーションを守れなかったことは明らかだった。南部はチェロキー・ネーションを守れなかったために、ネーションの権利を守るためには間違った同盟を選択したことになった。北軍は1862年7月にインディアン準州に侵入してきた。

### アメリカ合衆国への復帰
チェロキー・ネーションはこの時の敗北でアメリカ連合国から棄てられた。その先祖の土地を犠牲にして確保した権利を失うことを恐れ、ロスは大衆の大半を北軍側との同盟に戻した。チェロキー族1個連隊が北軍に加わった。ロスはワシントンに行った。そこではチェロキー族指導層が、ロスは「我々の大義を弁護し、ワシントンで我々を代表し、我々の国民と我々の権利を守るために貴方達の影響力全てを行使してくれる」ようになることを期待した。

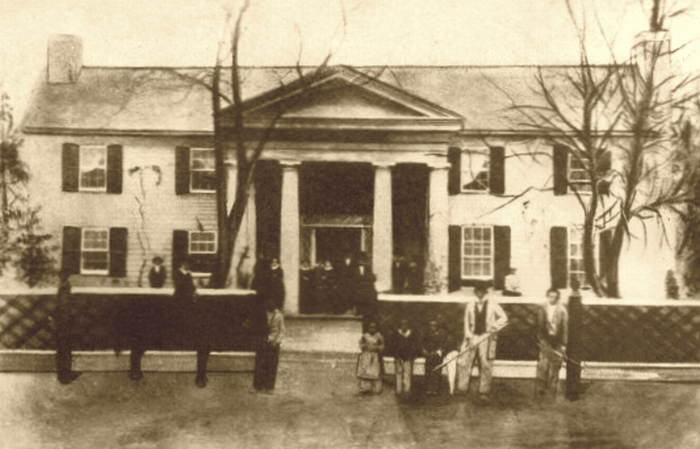
ロス・コテージ、オクラホマ州パークヒルにあったジョン・ロスの南北戦争前の家。1863年にスタンド・ワティーの部隊に焼かれた。

ロスは到着前にエイブラハム・リンカーン大統領に宛てた手紙で、条約の規定を互いに順守することに基づくチェロキー族の権利を守るための6点を説明した。条約はアメリカ合衆国が契約された約束を遂行しなかったことで無効になったと主張する巧みに編まれた議論で、チェロキー族の離反を問題にすることから解放した。リンカーンは経験を積んだ法律家であり、ロスの主張の論理について疑念を表明した。リンカーンはアメリカ合衆国がチェロキー族に対して特別の義務があるという観念を進んで認めようとはしなかったが、チェロキー族全体の権利が連邦政府によって守られていることには同意した。
ロスは1862年10月から1865年7月までワシントンに留まった。1863年、スタンド・ワティーの部隊がオクラホマのパークヒルにあるロスの家を焼き、チェロキー・ネーションの内部にある強い闘争を顕在化した。ロスは戦争が続く間、チェロキー族の条約による権利を守り、ネーションの福祉確保に努めた。その亡命政府はネーションに留まっている民衆から陳情と最新情報を得た。ロスは連邦議会や政府の者達と接触して、チェロキー族やその他西部のインディアン・ネーションを救うように政治活動を行った。ロスはリンカーンや陸軍長官のエドウィン・スタントン、およびインディアン問題コミッショナーのウィリアム・P・ドールとの対話ルートを確立し維持することができたが、その任務は骨の折れるものが続いた。その嘆願は同情をもって傾聴されたが、チェロキー族に対する政府の義務を確信させるまではできなかった。最終的にロスは、チェロキー族連隊が防衛のために武装することを認めさせ、そのことでチェロキー族が北部に戻ることが可能になった。チェロキー族の権利についてアメリカ合衆国との折衝を成功させることはできなかった。

## 戦いの終わり
1865年10月にロスが行った最後の年間報告では、南北戦争の間にチェロキー族が経験したことおよびその主張としてロスが行ったことを評価した。チェロキー族は「我々の境界内で平和を保つことに誠実に努力したが、これができなくなったとき、目覚ましい成功が与えられていた側の防衛に勇敢な役割を担ったことを知って、誇りある満足を抱く」ことができた。
1866年8月1日、ロスはワシントンD.C.で死んだ。

## 栄誉
チャタヌーガ市はロスの栄誉を称えてマーケット通りの橋にその名を命名した。